# Steppebrand
Steppebrand è il quarto album in studio della cantante danese Laura Mo, pubblicato il 6 aprile 2018 su etichetta discografica REO Records e distribuito dalla Universal Music Denmark.

## Tracce
1. Steppebrand – 3:21
2. Det eneste – 3:26
3. Hoka hey – 3:25
4. Uden at sige goodbye – 3:16
5. De heldige – 3:34
6. 100 kroner – 3:41
7. En forårsdag i maj (Evas epos) – 3:54
8. Hvor regnbuen ender – 4:15
9. Spotlight & stjerneskær – 3:32
10. Land i sigte – 3:41

## Classifiche
| Classifica (2018) | Posizione massima |
| ----------------- | ----------------- |
| Danimarca         | 10                |